# 滨河圣拉斐尔
滨河圣拉斐尔（西班牙語：San Rafael del Río）是西班牙巴倫西亞自治區卡斯特利翁省的一个市镇。总面积21平方公里，总人口423人（2001年），人口密度20人/平方公里。